# Il Conte di Carmagnola
Il Conte di Carmagnola è la prima tragedia di Alessandro Manzoni. Composta tra il gennaio 1816 e il dicembre 1819, fu pubblicata nel gennaio del 1820.
La vicenda editoriale non fu semplice: erano gli anni in cui la polizia austriaca aveva intensificato la censura e disposto la chiusura del Conciliatore. Manzoni, amico dei redattori del giornale, era tra gli autori che venivano guardati con sospetto. Giulio Ferrario, bibliotecario di Brera e funzionario imperiale, che era stato incaricato della pubblicazione del Conte, preferì rinunciare, cedendo l'opera al fratello Vincenzo, vicino all'ambiente romantico e stampatore del Conciliatore. Nel 1820 la prima tragedia manzoniana veniva quindi stampata dalla tipografia di Vincenzo Ferrario, a cura di Ermes Visconti.

## La prefazione

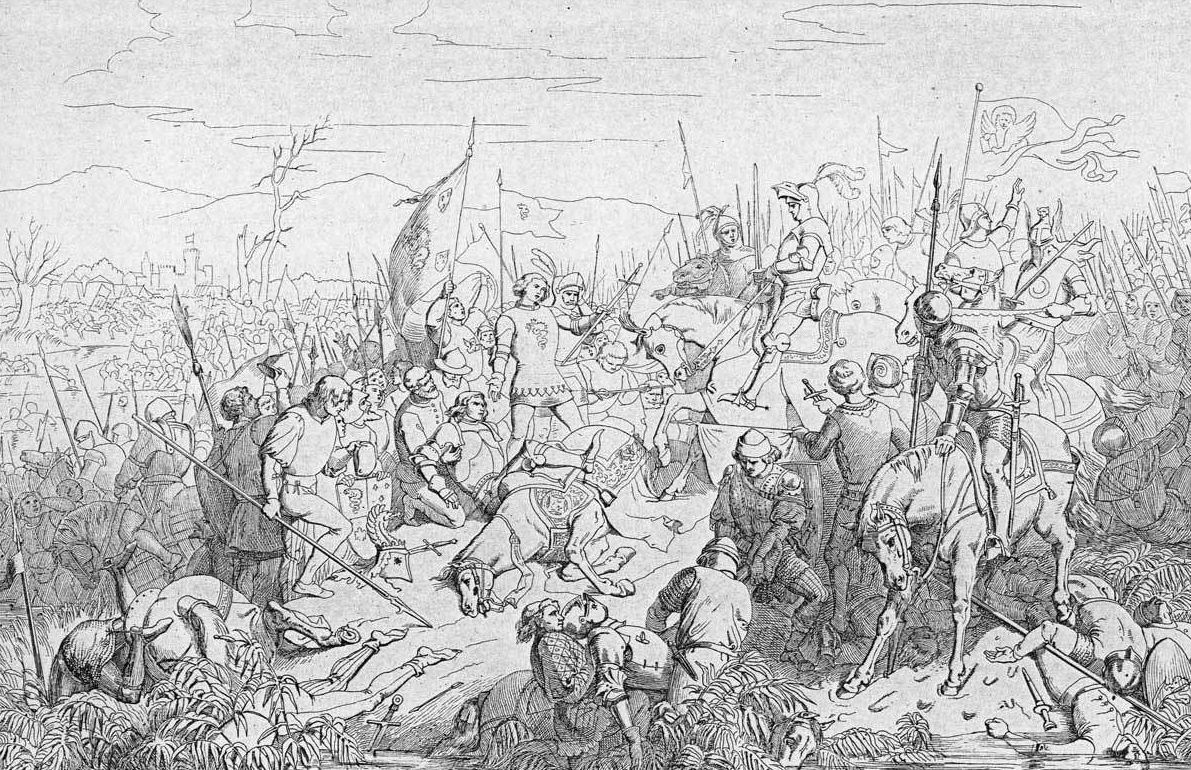
Giuseppe Gatteri, Battaglia di Maclodio, 1427.

La tragedia è dedicata all'amico Claude Fauriel ed è preceduta da una prefazione sulle unità drammatiche e sull'uso del coro che, non essendo legato allo svolgimento dell'azione, non può alterarla e, nel contempo, costituisce una parentesi lirica che dà voce ai sentimenti dell'autore togliendogli la tentazione di parlare per bocca dei personaggi, lasciando così separata la realtà storica dalle passioni e dalla fantasia del poeta. A questo proposito Manzoni osservò che necessariamente i personaggi storici di una tragedia pronunciano discorsi mai detti e compiono azioni mai avvenute.
Manzoni si scaglia contro le unità pseudoaristoteliche di tempo e di luogo che non aveva voluto seguire nella tragedia. Infatti le vicende del Carmagnola si estendono i sei anni e si svolgono a Venezia, in campo militare a Maclodio, in casa del conte e in prigione. Manzoni dimostra che queste unità sono arbitrarie, perché basate solo sull'idea che molte tragedie greche le prevedano (e quindi sul prestigio del teatro greco). Per giunta, Aristotele non le ha mai "teorizzate", limitandosi a dire che sono una tendenza.

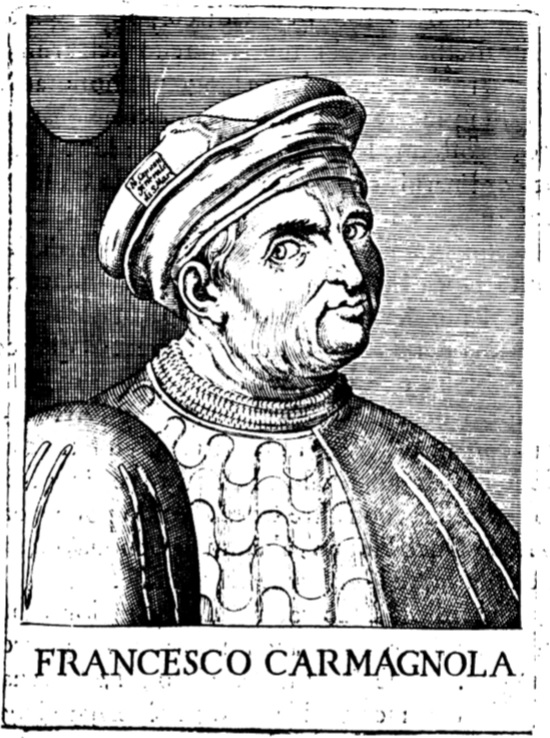
Francesco di Bartolomeo Bussone, conte di Carmagnola.

Manzoni difende l'utilità della poesia drammatica, che era stata condannata anche da pensatori come Rousseau. Il filosofo era infatti convinto che non fossero morali in quanto rappresentavano azioni licenziose.
Quanto all'unico coro inserito nella tragedia, Manzoni sa che alcuni lo criticherebbero perché non è rappresentabile con gli strumenti moderni. Allora afferma che il suo coro è per la sola lettura. Per spiegare il motivo della ripresa di questo dispositivo del teatro greco cita Schlegel. Nel Corso di letteratura drammatica  l'autore tedesco spiega che il coro è lo spettatore ideale perché produce quei pensieri mortali ispirati all'azione a cui sta assistendo. In questo, è sia genio nazionale che genio dell'umanità.

## Argomento
In questa tragedia Manzoni sottolinea, condannandole aspramente, le discordie italiane che impedivano l'unificazione della Patria, specificamente nell'ultima strofa della Battaglia di Maclodio:
Manzoni aggiunse anche alcune notizie storiche sull'argomento della tragedia; in tale introduzione sostenne l'innocenza del conte, smentita da recenti studi.

## La tragedia
Il carme, secondo l'uso del tempo, è in versi endecasillabi: (È giunto il fin de' lunghi dubbi, è giunto, - Nobiluomini, il dì che statuito).
Per il coro Manzoni sceglie il decasillabo, molto martellante ed incisivo: (S'ode a destra uno squillo di tromba, - A sinistra risponde uno squillo).
Il soggetto trae ispirazione da vari testi, il più importante dei quali è l'ottavo volume della monumentale Histoire des républiques italiennes du moyen âge di Sismondi (1807-1818, il volume ottavo uscì nel 1809). Il 25 marzo 1816, scrivendo a Fauriel, Manzoni afferma di volergli dedicare l'opera, e di averne già versificato alcune scene. Aggiunge che l'amico potrà trovare informazioni su «François Carmagnola» «à la fin du huitième volume des Rep[ubliques] italiennes de Sismondi» (alla fine dell'ottavo volume dell'opera di Sismondi). L'autore consultò inoltre le Vite de' famosi capitani d'Italia del Lomonaco (1805) e il capitolo XV della Storia di Milano di Pietro Verri (1783-1785).
Sempre nella missiva a Fauriel, infine, Manzoni lodava il teatro shakesperiano - al quale riservò grandi apprezzamenti nei Materiali estetici -, e spiegava all'amico di voler comporre un'opera realistica dal punto di vista linguistico, facendo parlare i personaggi in modo non artificiale e quanto più possibile conforme al vero. Il Manzoni tragediografo guarda anche al teatro tedesco di Schiller, Goethe e soprattutto all'opera "Lezioni sulla letteratura drammatica" di Schlegel.

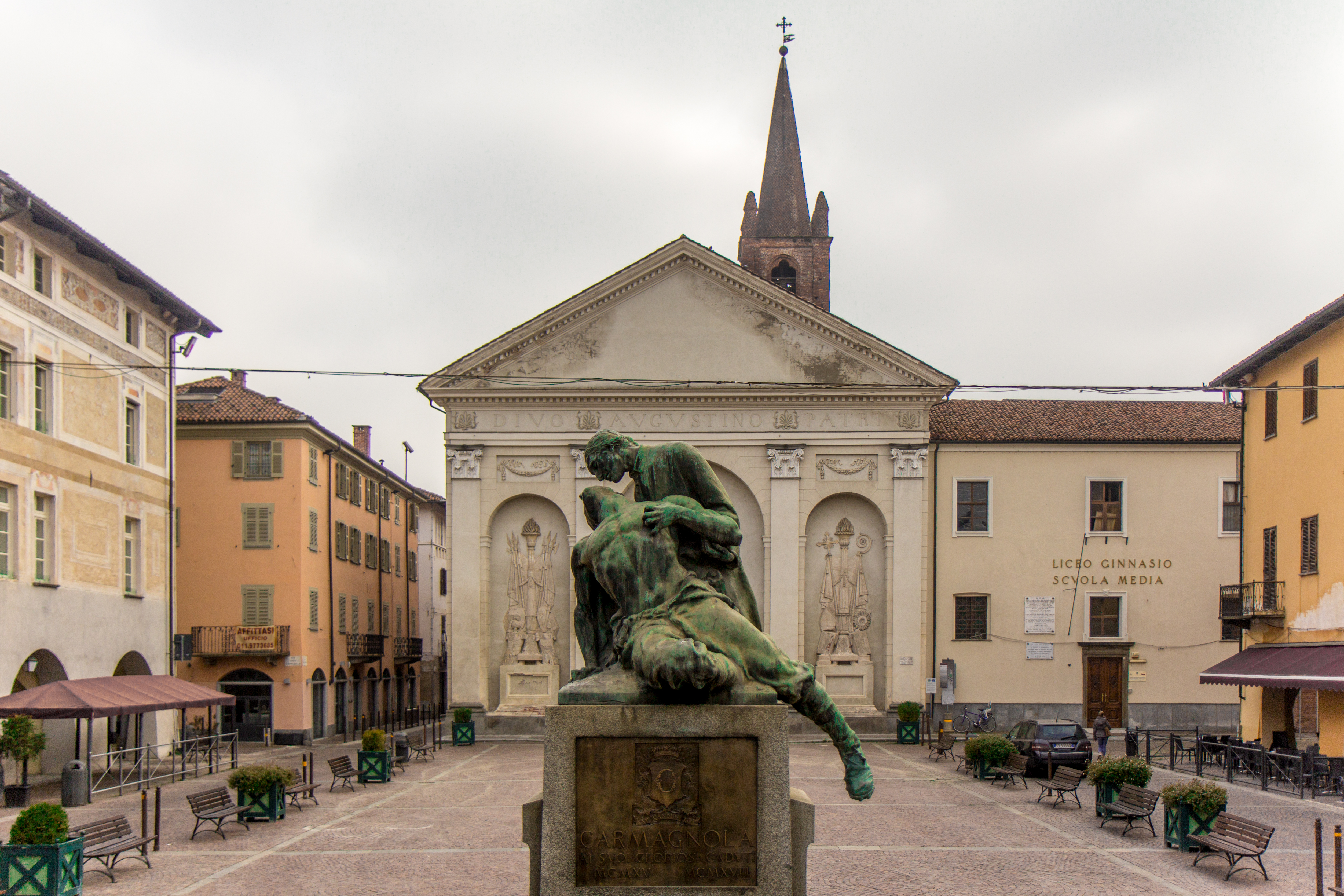
Carmagnola, centro storico

Qualche incertezza c'è nella ragione del titolo. Francesco da Bussone, il protagonista della tragedia, era effettivamente detto Il Carmagnola e, pur essendo di umili origini, dal duca di Milano Filippo Maria Visconti era stato fatto conte ma di Castelnuovo Scrivia e non di Carmagnola, che apparteneva al marchesato di Saluzzo. È controverso se si tratti di una "svista" del Manzoni o invece di un ossimoro, in quanto Carmagnola, proprio pochissimi anni prima, era un canto rivoluzionario molto noto dei più accesi sanculotti. In questo modo il personaggio positivo della tragedia vedeva ribadito, nonostante il titolo di conte, il proprio carattere di derivazione popolare.
Francesco Bussone era un valente capitano di ventura, dapprima per il ducato di Milano e poi per i Veneziani, al soldo dei quali aveva vinto i suoi antichi padroni nella battaglia di Maclodio, nel 1427.
Secondo l'uso delle compagnie di ventura aveva lasciato liberi i prigionieri; i Veneziani sospettavano invece un tradimento e lo condannarono a morte.
La trama è storica, ma l'interesse dello scrittore è per i problemi morali. Come può accordarsi un atto di generosità (lasciar liberi i prigionieri) con le ferree leggi della politica (i nemici sono da distruggere)? Inoltre nel coro (atto II) che commenta la battaglia di Maclodio ("S'ode a destra uno squillo di tromba") il Manzoni mostra la propria riprovazione per le guerre fratricide che contrappongono Italiani ad Italiani (Veneziani contro Milanesi), auspicando l'unità nazionale e la fraternità fra i popoli. Nella fase finale del coro dell'atto II si sviluppa la ripulsa di ogni forma di violenza in nome di una coscienza intimamente religiosa che deve accomunare tutti gli uomini nella fraternità della Fede: "siam fratelli; siam stretti ad un patto: / maledetto colui che l'infrange, / che s'innalza sul fiacco che piange; /che contrista uno spirto immortal!". Tutti gli uomini sono uguali dinanzi a Dio , tutti sono rinati alla Grazia attraverso la redenzione operata da Cristo: è un sacrilegio quindi infrangere un patto di fratellanza opprimendo e sfruttando un'anima libera ed eterna.

## Accoglienza

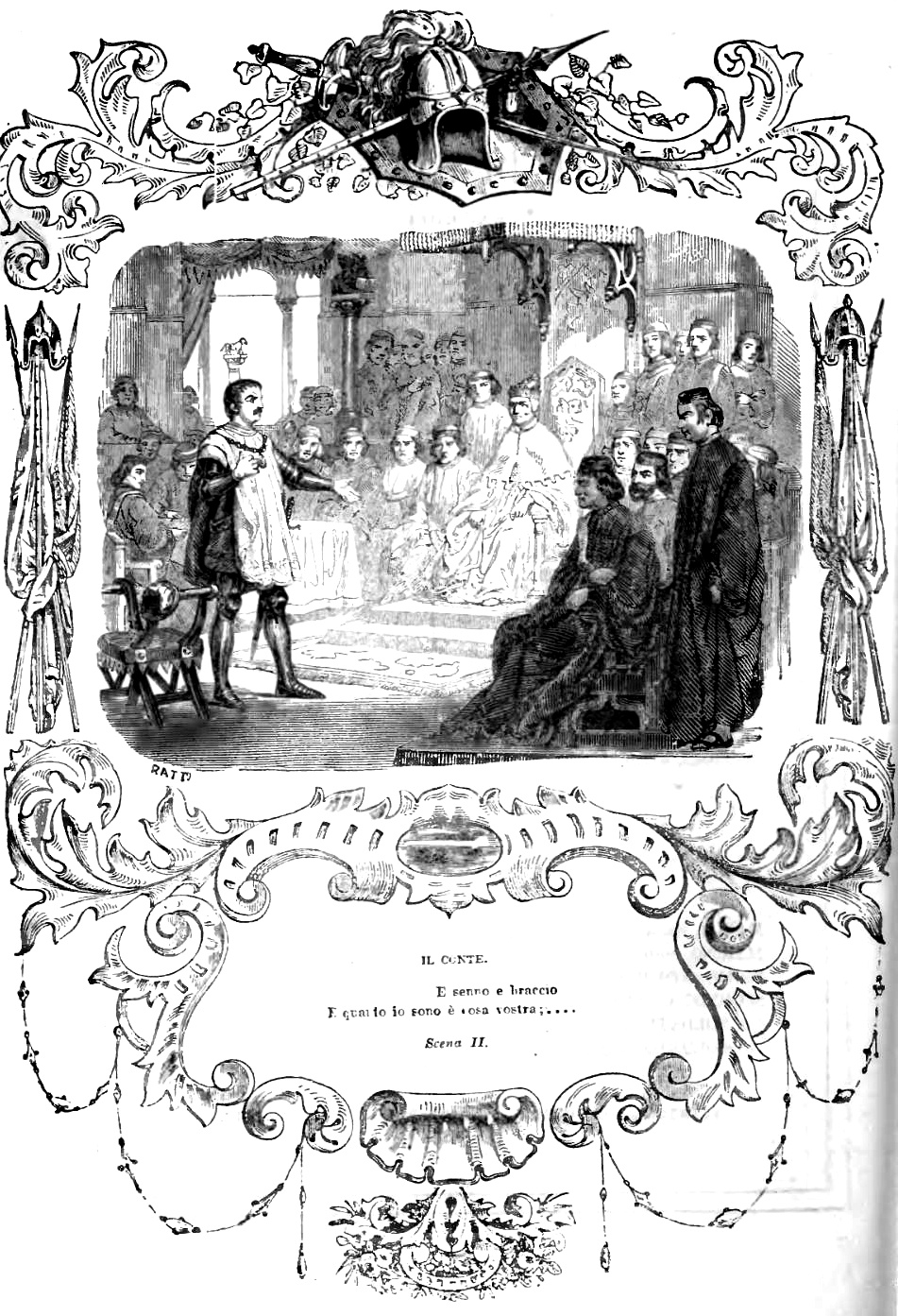
Il conte di Carmagnola

Alla sua prima apparizione, nel 1820, l'opera non ebbe gran successo di pubblico né di critica. Se alla fine del 1819 Gaetano Cattaneo annunciava all'autore, da poco a Parigi, l'imminenza della sua pubblicazione, riferendo il giudizio entusiastico sull'opera di Ludovico Di Breme, e se al suo apparire Silvio Pellico la apprezzò, affermando che la tragedia era «generalmente lodata, e Monti stesso non trova a dire che sullo stile, che a lui sembra troppo trascurato e prosaico», furono in molti a criticare il testo (lo stesso Pellico ammetteva più avanti al fratello Luigi che «lo stile è molto criticato», e che «non è lettura che trascini, perché gli eroi sono lasciati troppo simili al vero»).
Tra i numerosi articoli che attaccarono la tragedia il più celebre è quello del drammaturgo e poeta francese Victor Chauvet, apparso nello stesso anno sul Lycée Français a Parigi. Il problema principale, secondo Chauvet, risiedeva nel mancato rispetto dell'unità di tempo e di luogo, ancora canonica per il teatro tragico. Manzoni, che nei suoi scritti teorici, coevi al Conte, aveva sottolineato lo scarso realismo che le unità pseudoaristoteliche comportavano e l'esasperazione dell'io del protagonista che ne derivava, rispose con la celebre Lettre.
In Italia tre interventi anonimi pubblicati sulla Gazzetta di Milano (14, 16 e 19 gennaio 1820), ma riconducibili alla penna del suo direttore Francesco Pezzi, criticarono severamente il Conte, né fu diverso il giudizio della Biblioteca Italiana, anch'esso apparso anonimo nel mese di febbraio e ascrivibile probabilmente al funzionario della magistratura austriaca Giuseppe Sardagna, a Giovita Scalvini e Giuseppe Acerbi, direttore del giornale. In difesa del Conte si schierò invece Lorenzo Trincheri.
Johann Wolfgang Goethe lodò apertamente l'opera: il suo articolo, che vide la luce sulla rivista Über Kunst und Alterthum, suscitò il vivo ringraziamento del poeta, il quale gli inviò una lettera il 23 gennaio 1821. Goethe scrisse ancora in favore della tragedia, con altri due testi licenziati per la rivista sopracitata. Più avanti, nel 1827, curerà l'edizione delle Opere poetiche di Alessandro Manzoni a Jena, con una prefazione in cui veniva parzialmente ripubblicato il primo articolo elogiativo, assieme a un saggio sull'Adelchi.
Ugo Foscolo prese le distanze dal giudizio del grande scrittore tedesco, deluso dal fatto che nel dramma manzoniano non si avvertisse «mai chiaramente» un «contrasto di forti passioni».

## La prima rappresentazione
Già Stendhal, scrivendo il 2 novembre 1819 al barone Adolphe de Mareste, coglieva un aspetto importante dell'opera, sostenendo che Manzoni, allora a Parigi, «avait fait, ce printemps, deux actes fort longs sur la mort du général Carmagnola [...] Ces actes étaient faits pour être lus» ([Manzoni] ha composto, questa primavera, due atti molto lunghi sulla morte del generale Carmagnola [...] Questi atti erano fatti per la lettura).
In effetti, la tragedia aveva caratteristiche che si adattavano più alla lettura che alla scena. Così, passarono alcuni anni senza che venisse rappresentata. Anche quando il 22 dicembre 1827, a Firenze, il regio censore degli Spettacoli Attilio Zuccagni Orlandini chiese a Manzoni l'autorizzazione per mettere in scena in quella città le sue due opere teatrali, questi rifiutò, dimostrando, con una punta di ironia, l'antiteatralità del Conte e dell'Adelchi.
L'opera andò in scena ugualmente al Teatro Goldoni di Firenze nell'agosto 1828. La rappresentazione fu allestita dalla compagnia di Luigi Vestri, e vide lo stesso Vestri nei panni del protagonista, mentre Carolina Internari recitava nel ruolo di Antonietta, la moglie del Carmagnola. La prima assoluta, però, non ebbe successo.

## Traduzioni
Già nel 1823 comparve in Francia, presso l'editore Bonange la traduzione faurieliana del Carmagnola e dell'Adelchi, accompagnata dalla celebre Lettre à M. Chauvet.